# Automotor

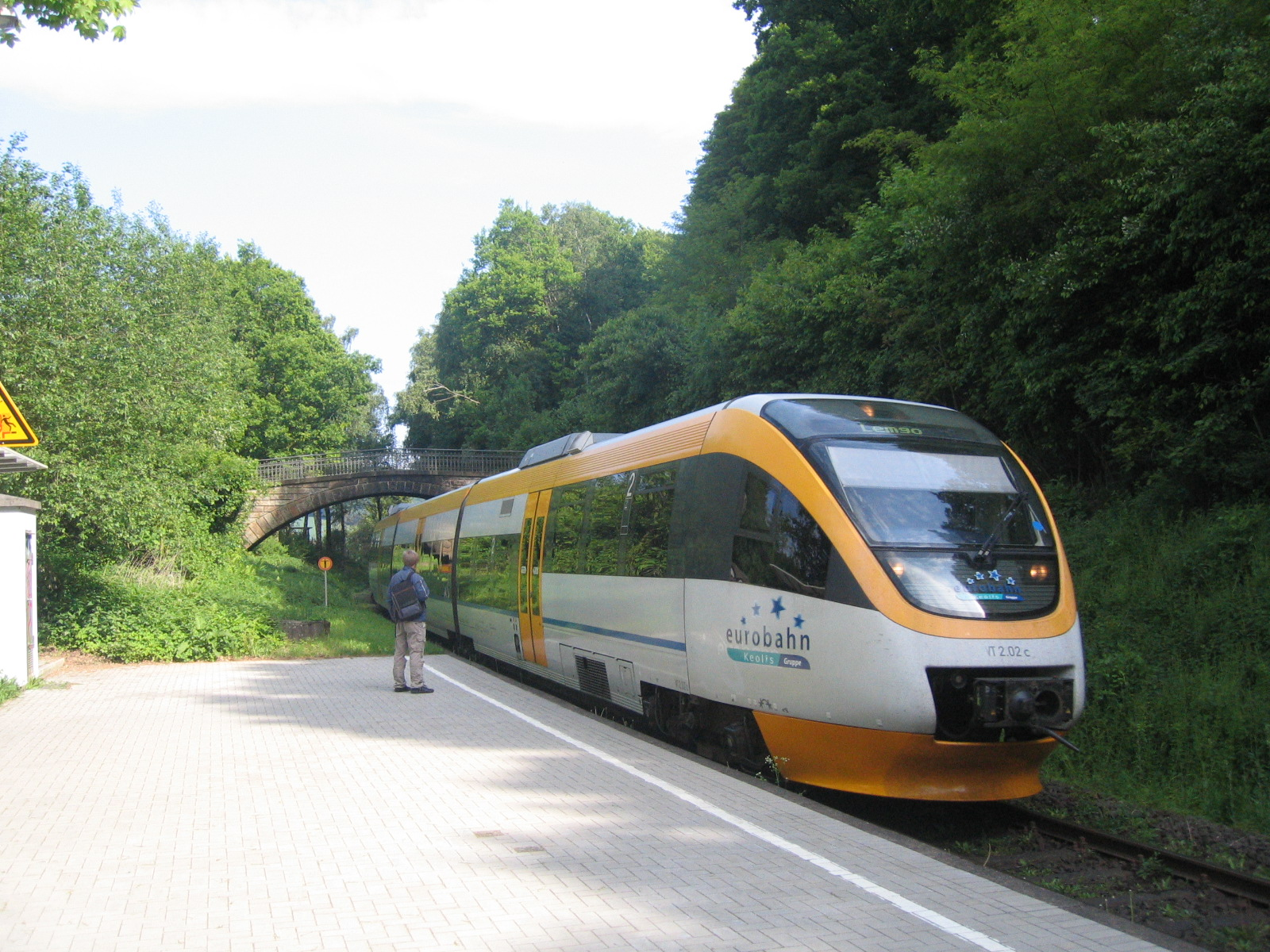
Automotor regional Bombardier Talent.

Un automotor (también conocido como coche motor) es una unidad ferroviaria autopropulsada por un motor diésel, eléctrico o híbrido diésel-eléctrico. Por lo  general están compuestos por 2 a 4 unidades (coches) semi-permanentemente unidos y articulados, aunque pueden ser acopladas entre sí varias formaciones y operados con el sistema de unidad de tren.

## Diseño
En un automotor, el motor diésel o eléctrico generalmente se sitúa debajo del piso del vehículo, en el bogie o en un compartimiento dentro del mismo. Las cabinas de conducción se ubican en cada extremo de los mismos.

## Automotores históricos

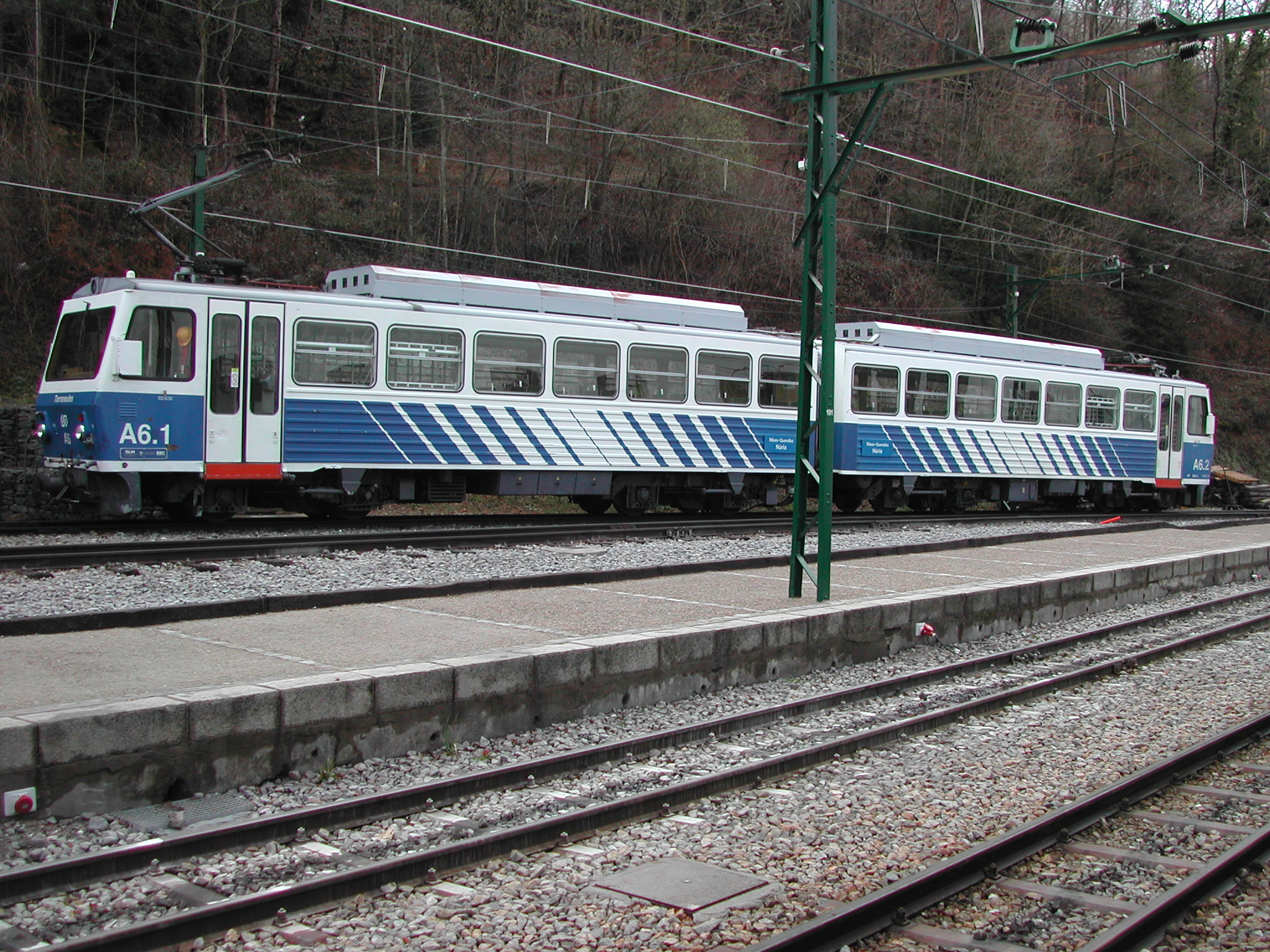
Doble coche automotor eléctrico de cremallera (Cremallera de Nuria)
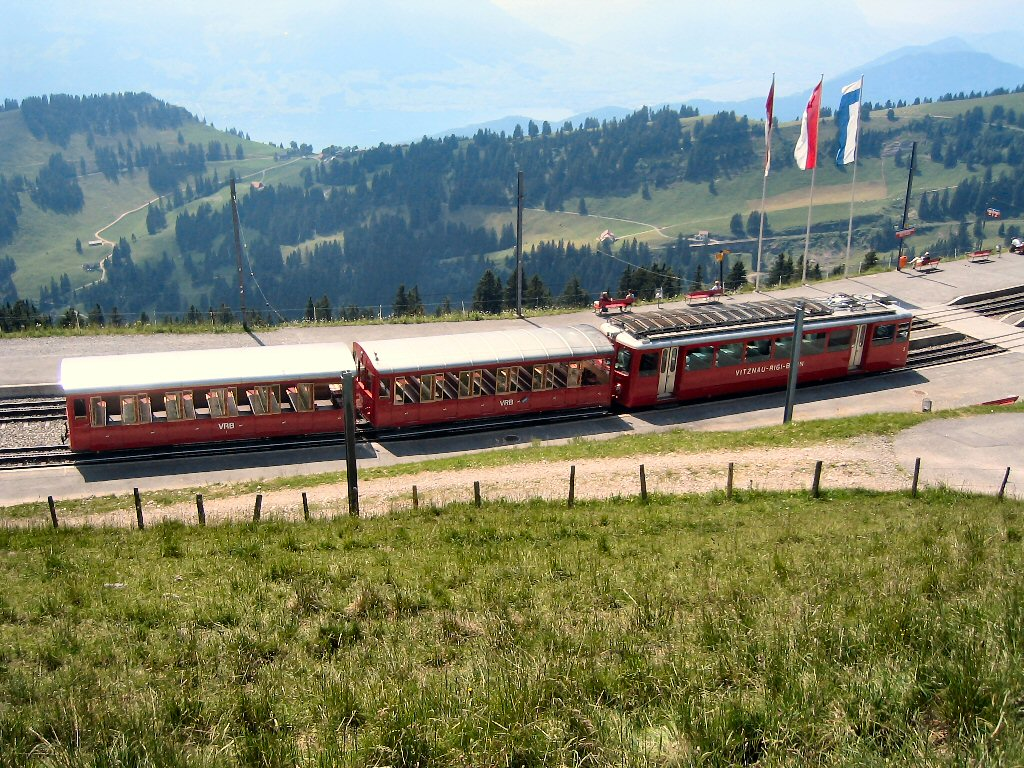
Coche motor eléctrico con remolques de pasajeros (Ferrocarril Vitznau-Rigi Bahn, Suiza)
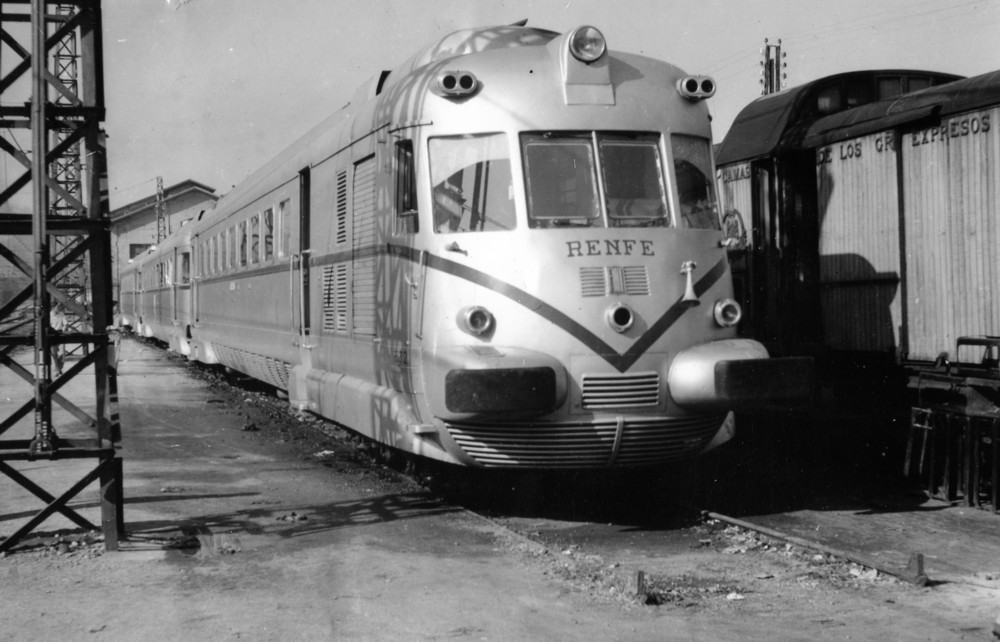
Automotor diésel TAF, Serie 595 de Renfe
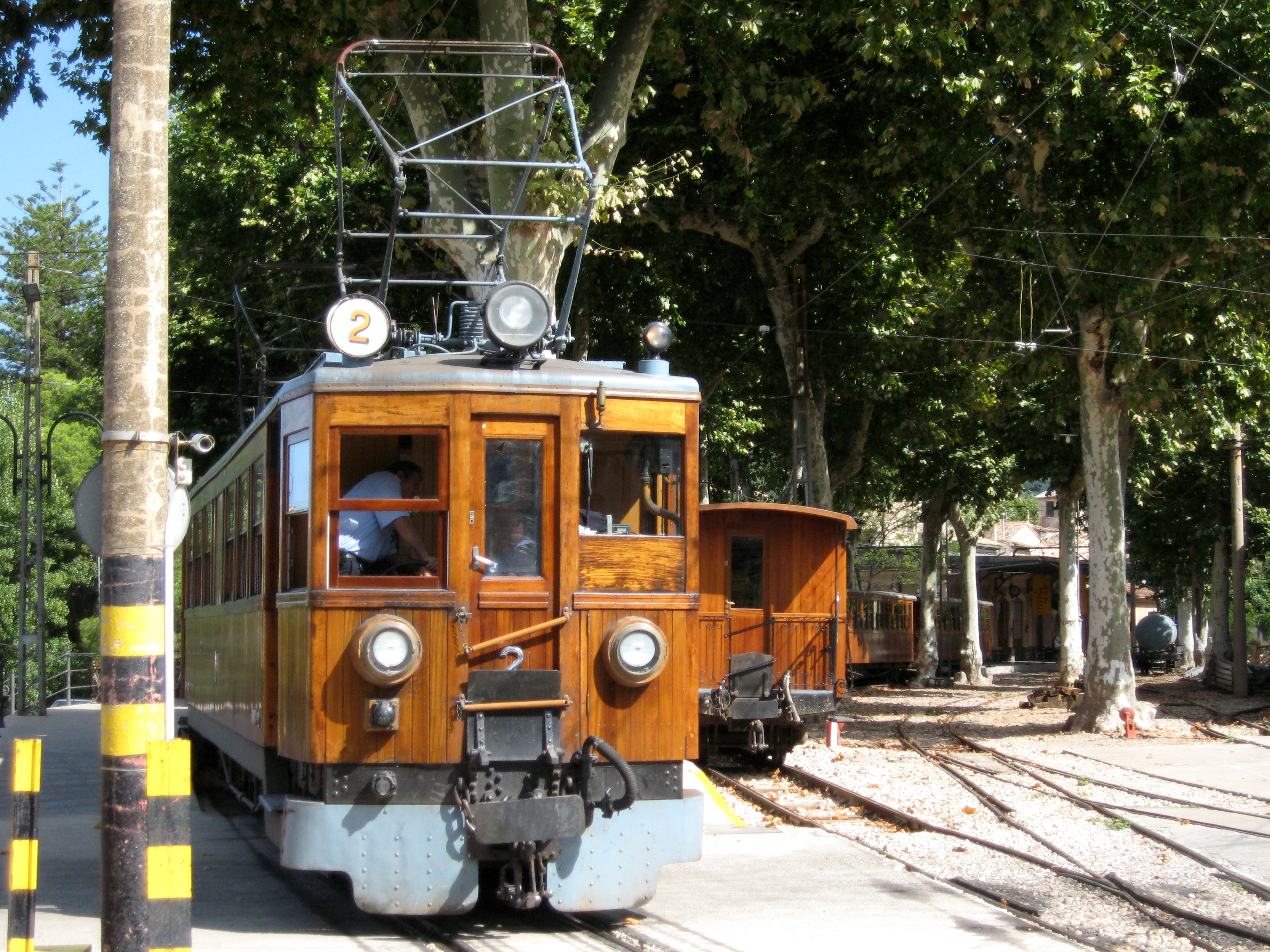
Coche motor eléctrico y remolques (Ferrocarril de Sóller)

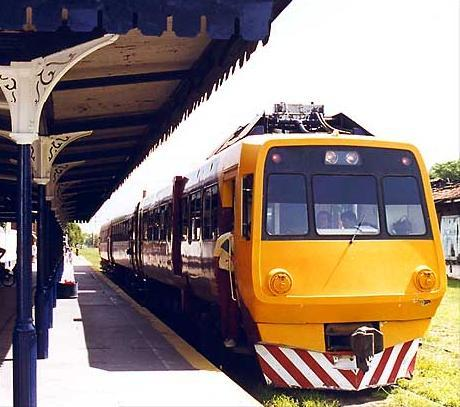
Automotor diésel-cardánico Materfer producido en Argentina

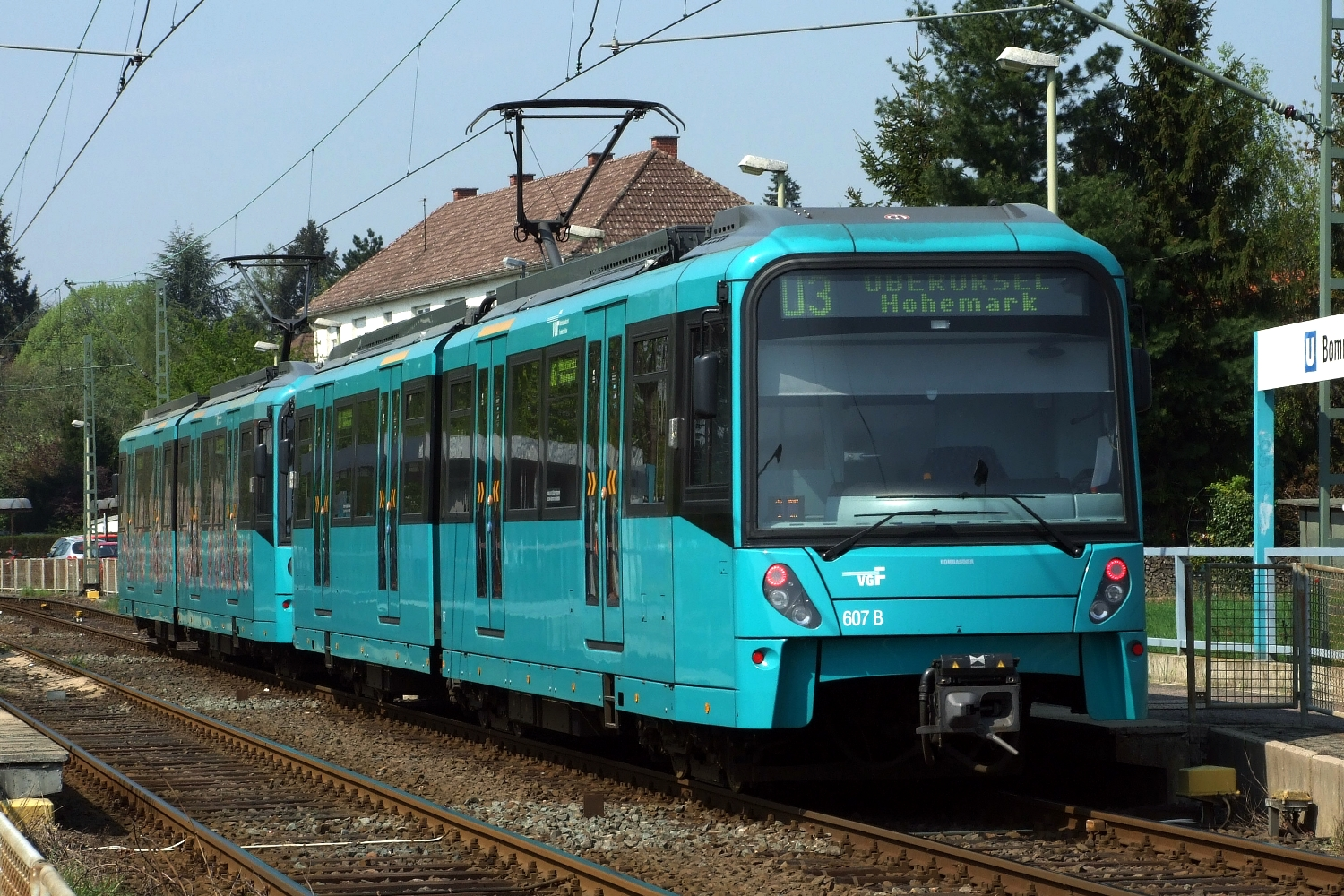
Automotor U5 607 en la ciudad de Oberursel, Alemania

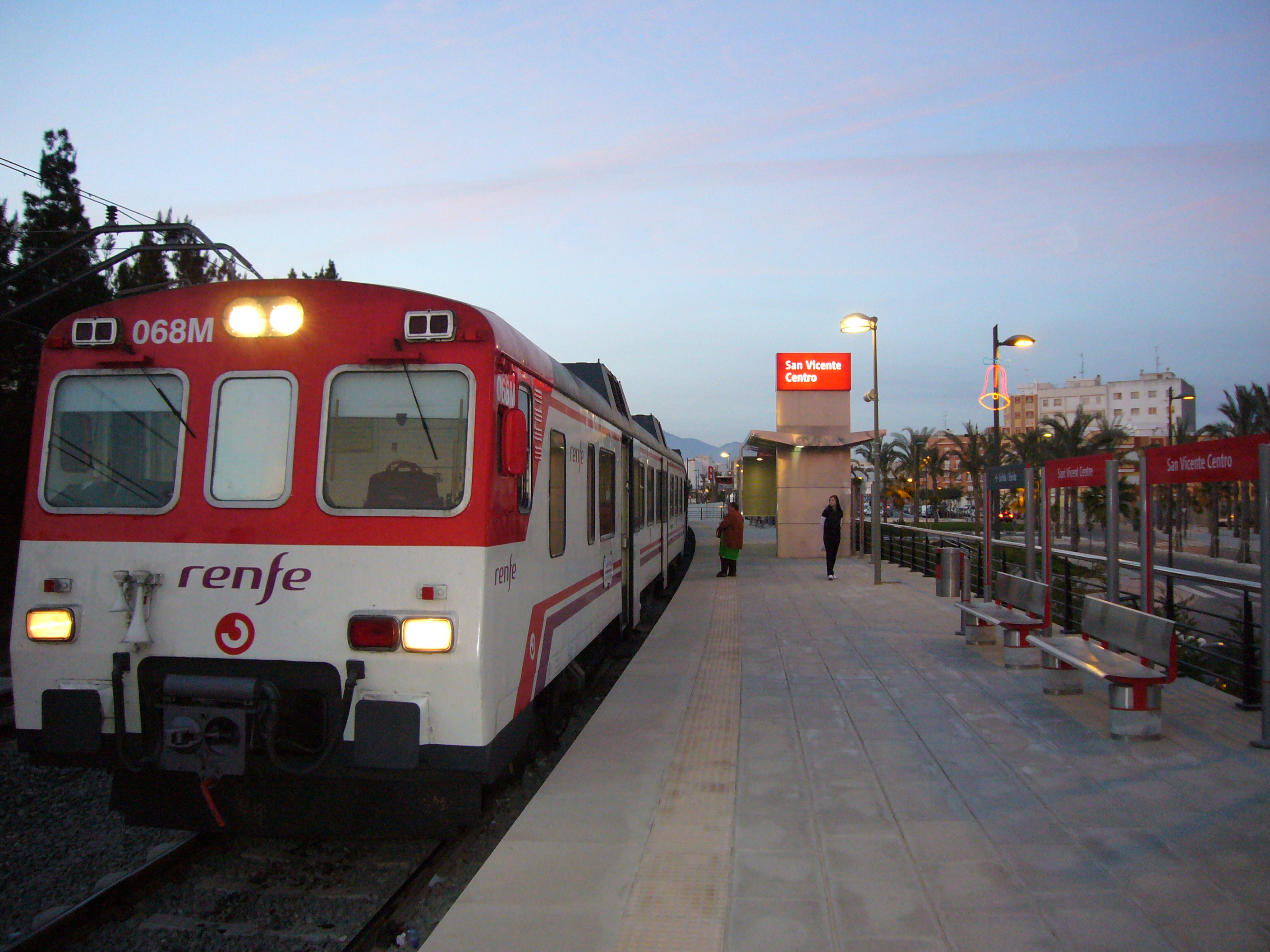
Automotor español Serie 592 de Renfe

## Clases
Los automotores ferroviarios se clasifican por la clase de transmisión del movimiento a sus ruedas.

### Diésel-eléctrica
En un automotor diésel-eléctrico, un motor diésel mueve un generador que produce energía eléctrica. La electricidad se lleva a los motores eléctricos de tracción en las ruedas o en sus bogies, de la misma forma que en una locomotora eléctrica convencional. En la mayoría de los automotores modernos, cada vehículo posee su propio motor, generador eléctrico y motores de tracción eléctricos. En los automotores de antiguo diseño, se combinan vehículos remolcados y autopropulsados.

### Diésel-hidráulica
En un automotor diésel-hidráulico, un convertidor de esfuerzo de torsión hidráulico transmite a las ruedas del automotor la energía giratoria generada por el motor diésel, ofreciendo una mezcla híbrida de transmisiones hidráulicas y mecánicas, que otorgan al vehículo autopropulsado mayor velocidad y menos generación de ruidos.

### Diésel-cardánica
En un automotor diésel-cardánico o diésel-mecánico, la energía giratoria generada por el motor diésel se transmite a través de una caja de engranajes y un eje de transmisión directamente a las ruedas del vehículo.

### Eléctrica
En un automotor eléctrico, los motores de tracción eléctricos son alimentados a través de una fuente de energía externa (catenaria o tercer riel) o interna (baterías). La mayor diferencia de estos vehículos con respecto a las otras clases de automotores es que no poseen un motor diésel como fuente de generación de energía.

## Beneficios
Los automotores presentan diversos beneficios, tales como posibilitar el acople entre sí de varios conjuntos de vehículos remolques o autopopulsados, permitiendo ampliar la cantidad de plazas disponibles para pasajeros. También proporciona un ahorro en el consumo de combustible, ya que en varios casos, la potencia suministrada por una locomotora diésel o eléctrica es más que la necesaria para remolcar trenes de pasajeros, consumiendo más combustible del necesario. La distribución de la propulsión entre los coches - además de prolongar la vida útil de los mismos - permite la marcha ininterrumpida del automotor, ya que no depende de una sola unidad propulsora, que puede sufrir averías.

## Nueva generación de automotores regionales ligeros

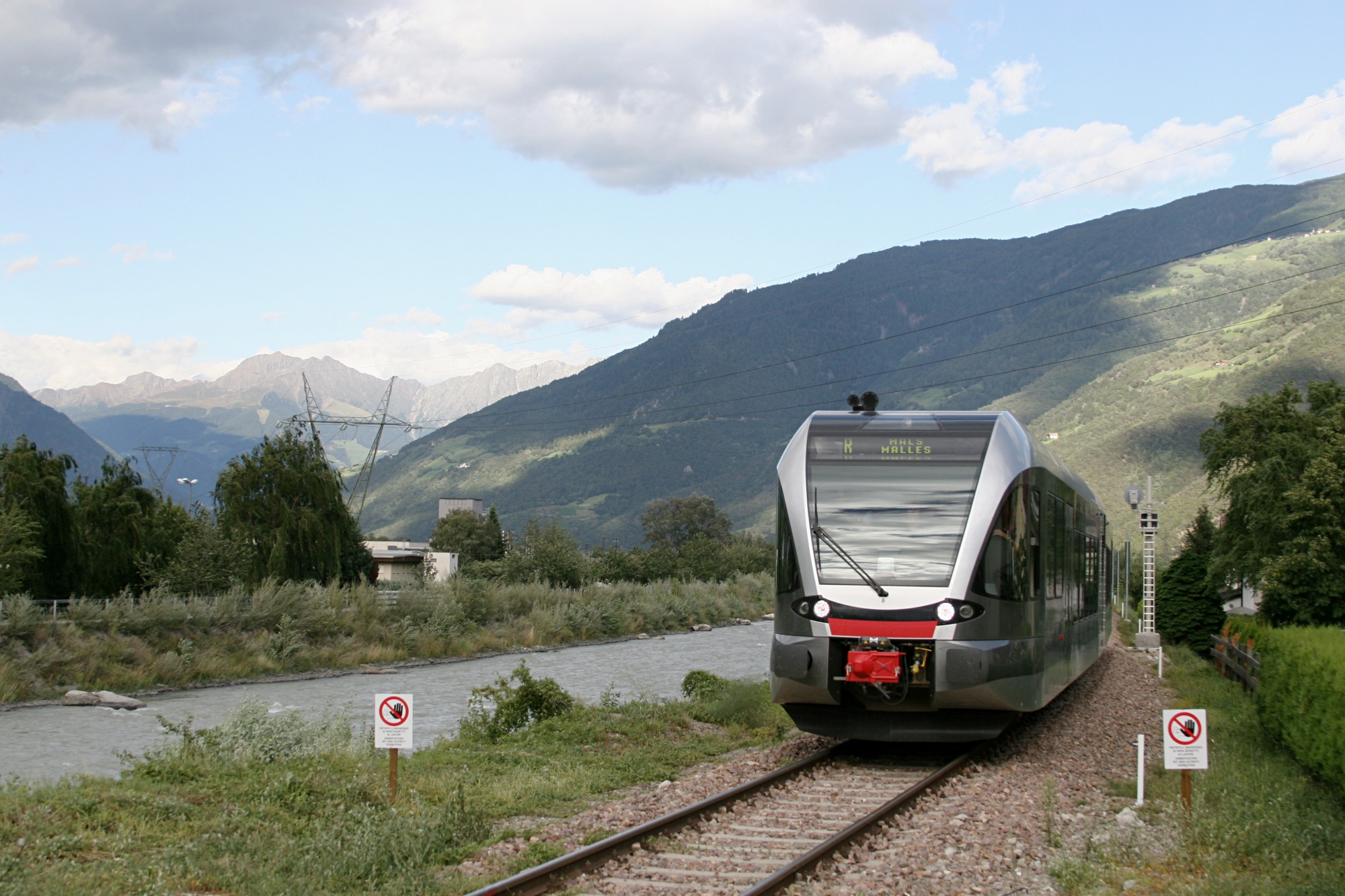
Automotor articulado diésel Stadler GTW (→ en) a lo largo del río Adigio en Italia.

La nueva generación de automotores regionales ligeros son unidades que operan en vías ferroviarias principales y en algunos casos por carriles exclusivos en zonas urbanas. Este sistema de automotores lo forma un único coche motor, por lo cual hasta tres coches pueden funcionar juntos en forma de unidades múltiples, así como unidades de dos a cuatro piezas articuladas acoplados de manera permanente, donde los pasajeros pueden caminar entre las unidades sin tener que abrir o pasar por puertas. Las unidades ofrecen capacidades que van desde 70 hasta 300 personas sentadas. Se utilizan sobre todo para servicios regionales e interurbanos y pertenecen a una nueva generación de «ferrocarriles ligeros» modulares con diseños aerodinámicos, que se han vuelto muy comunes en muchos países europeos, donde están reemplazando en líneas ferroviarias antiguas, por las que en muchos casos anteriormente corrían ferrobuses y coches motor livianos en Alemania, España, Francia e Italia entre otros. Por esta razón, hay una tendencia a seguir llamándolos ferrobuses en lugar de automotores en varios países.
Estos vehículos ferroviarios ligeros son relativamente económicos de construir y de explotar. Su rápida aceleración los hacen adecuados para los servicios con intervalos cortos entre estaciones, pueden operar a velocidades que van desde 100 km/h (62 mph) a 160 km/h (100 mph) y se adaptan muy bien a vías férreas existentes en poco uso, sus motorizaciones diésel economizan grandemente el desarrollo de infraestructura inicial; también se dispone de motorizaciones eléctricas, así como con trocha estándar de 1435 mm, angosta de 1000 mm o cualquier otro, para infraestructuras ferroviarias existentes.
Los automotores regionales ligeros se usan por ferrocarriles en (Zwickau, Sajonia) Alemania, Dinamarca, España, Italia y los Países Bajos.

### Sistemas existentes
- Sprinter en San Diego, California
- O-Train en Ottawa, Canadá
- Capital MetroRail en Austin, Texas (→ en)
- Ferrovia Trento-Malè-Marilleva en la región de Trento, Italia (→ it)
- Ferrovia della Val Venosta en la Provincia Tirol del Sur, Italia (→ it)
- TRAM Metropolitano de Alicante en la provincia de Alicante, España.

### Fabricantes y modelos

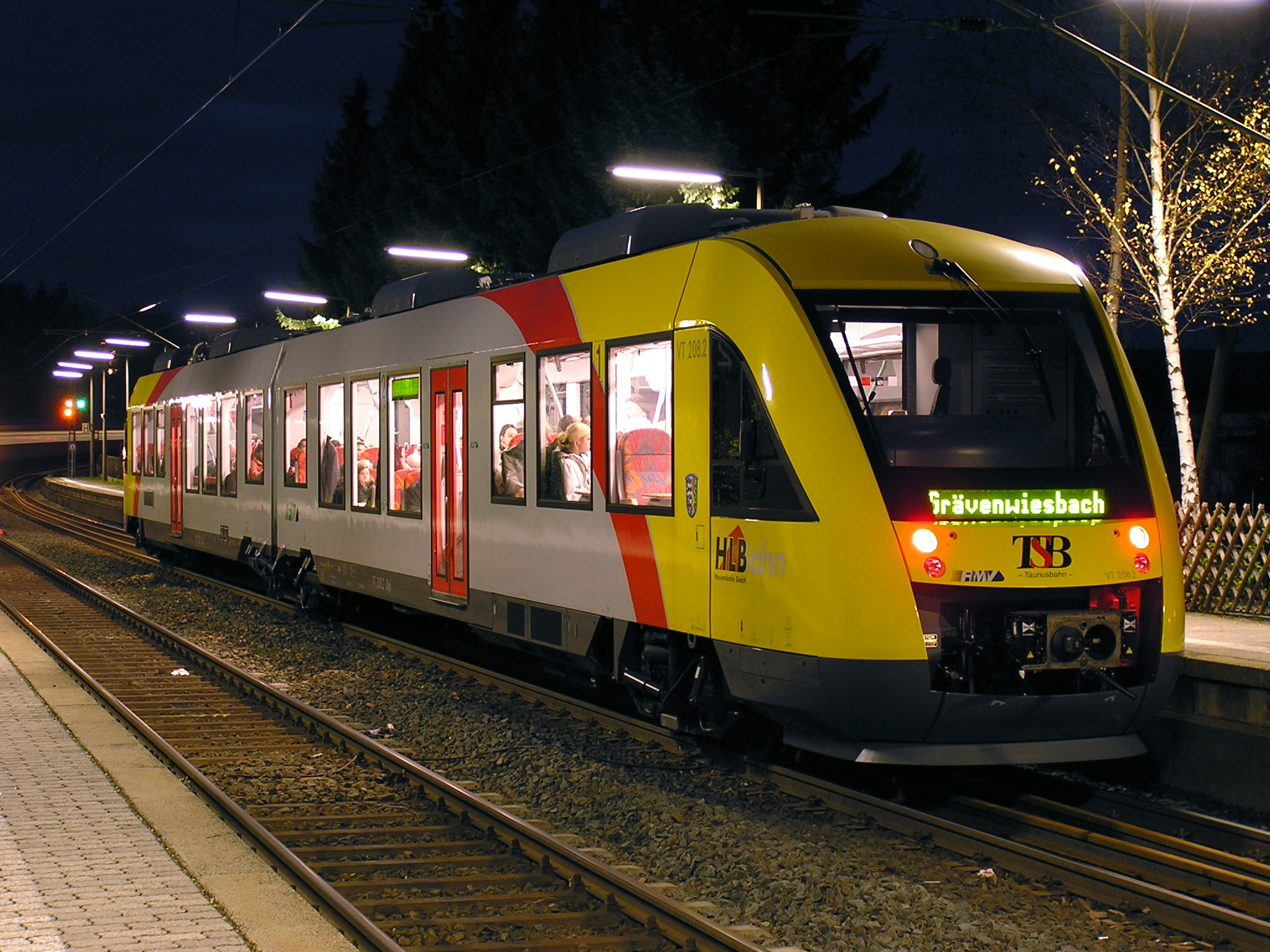
Alstom Coradia LINT
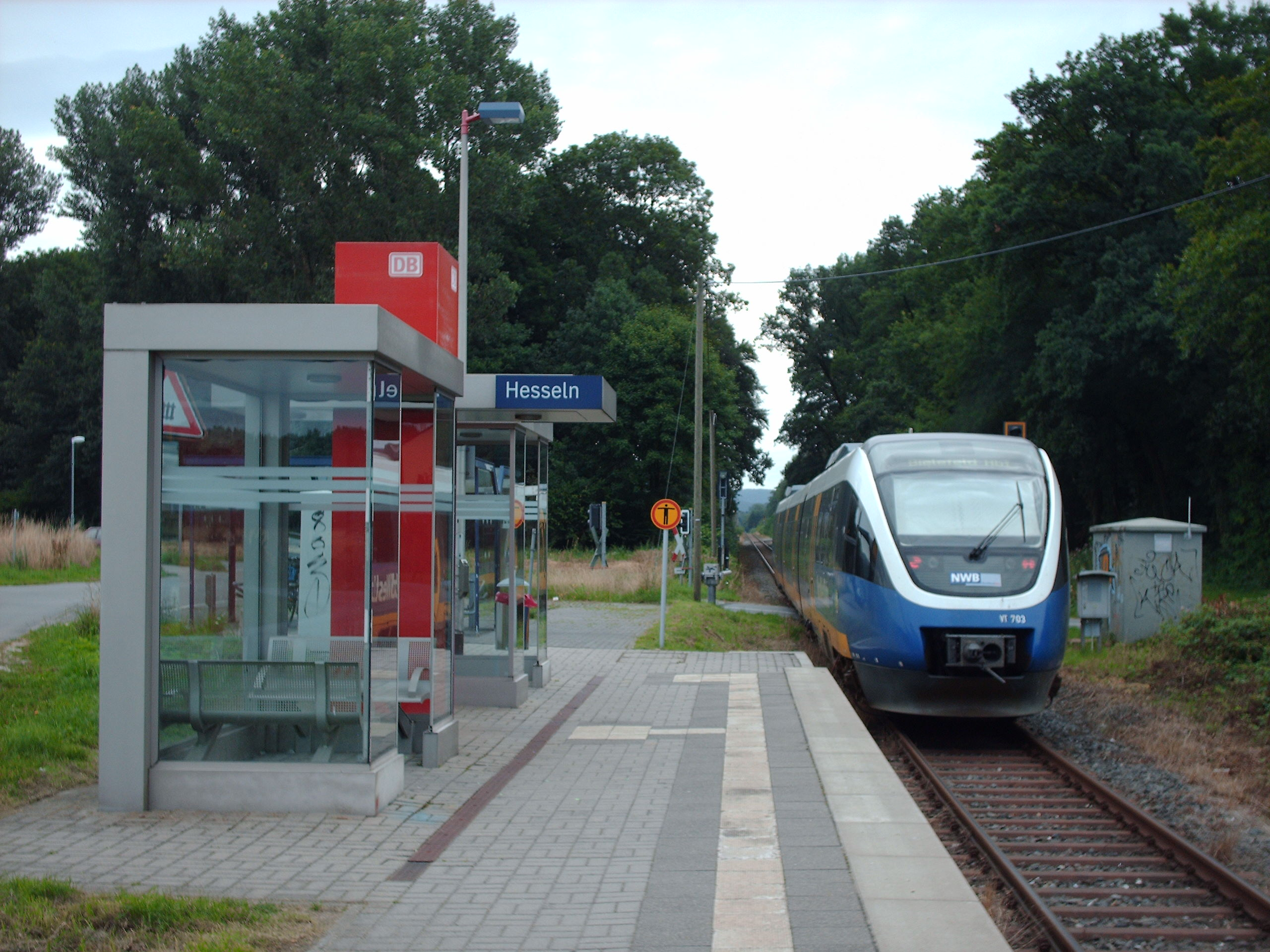
Bombardier Talent
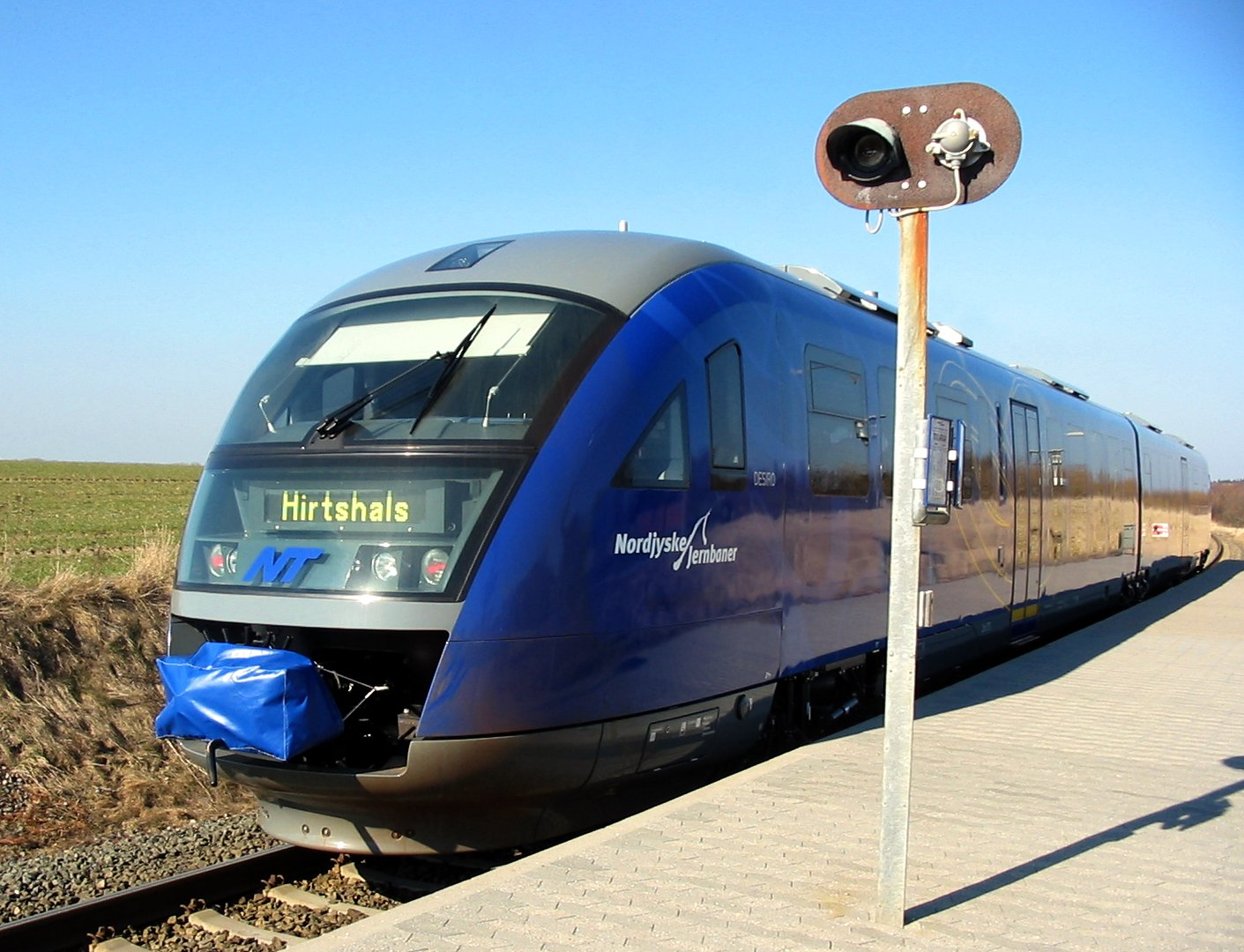
Siemens Desiro (→ en)
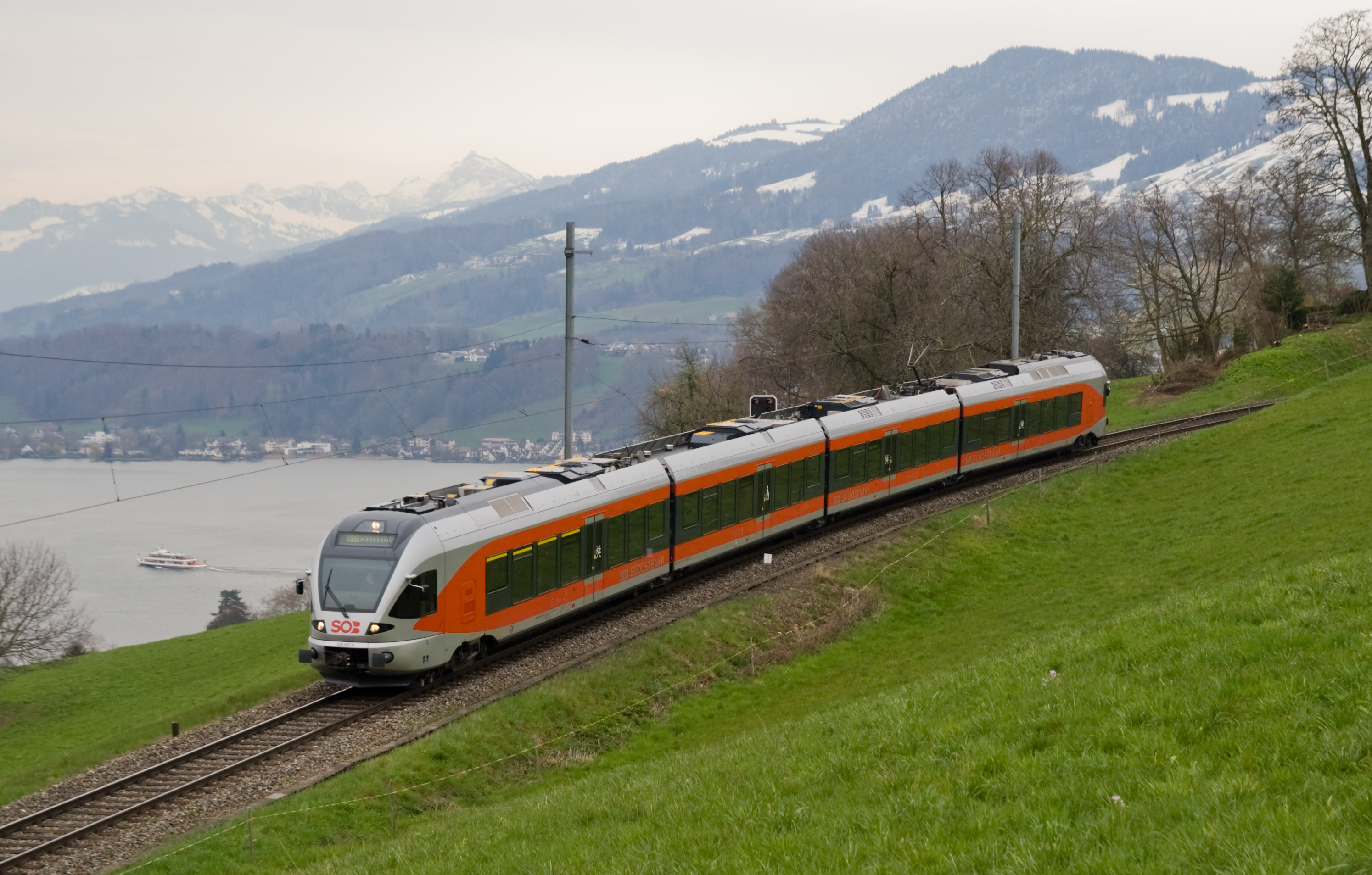
Stadler FLIRT (→ en)
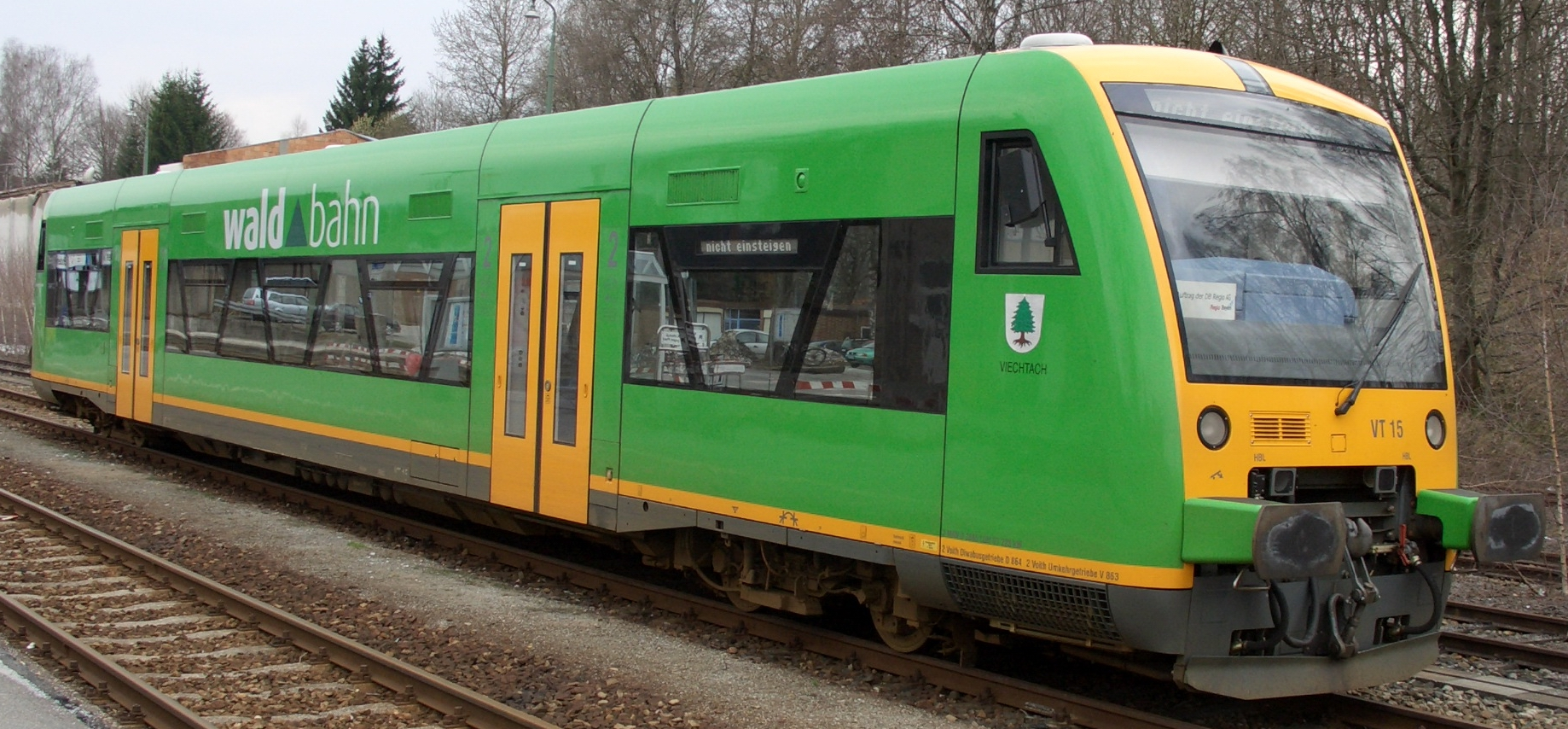
Stadler Regio-Shuttle RS1 (→ en)

## Ferrobús

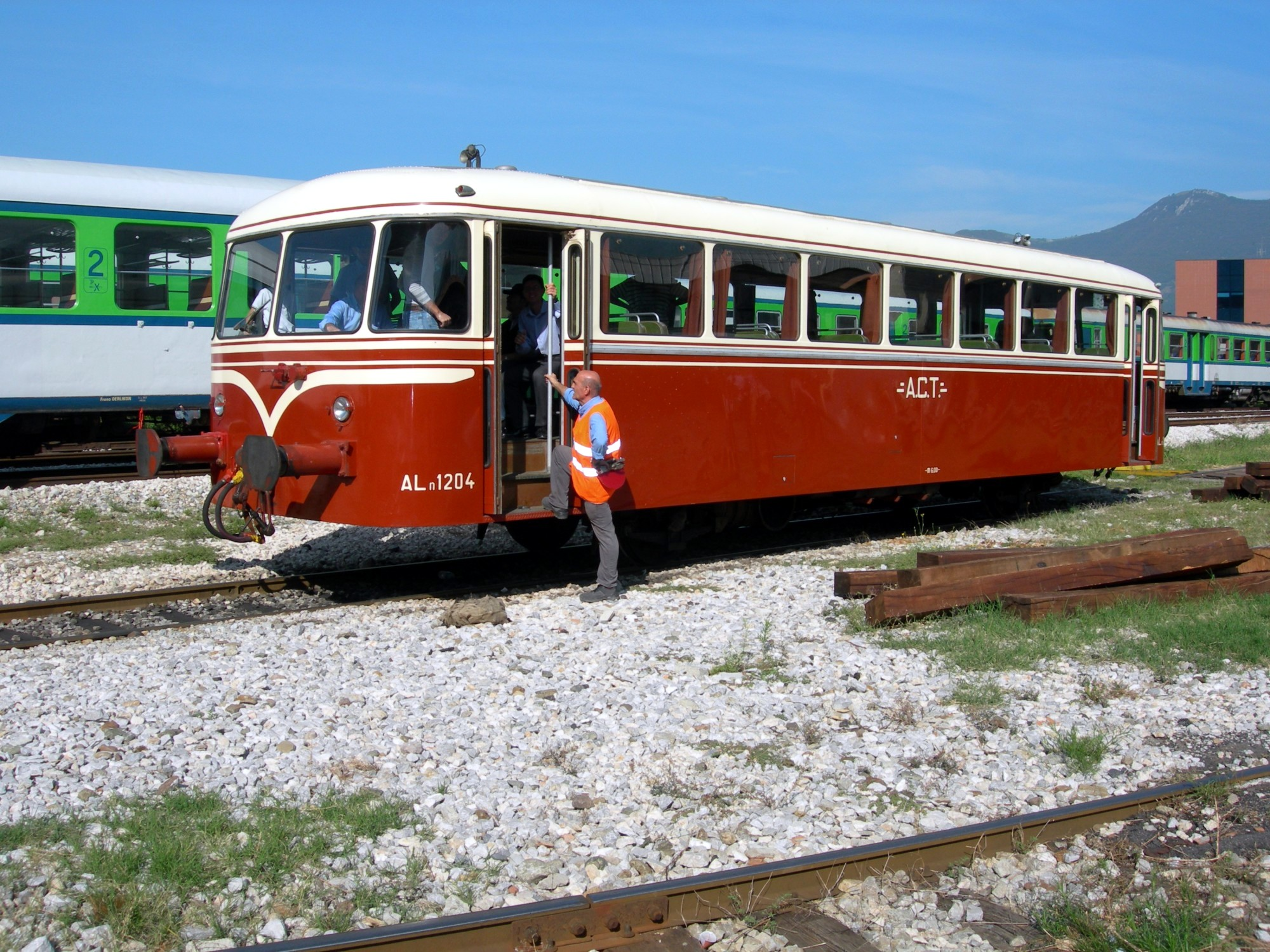
Ferrobús construido en Italia por Macchi en Varese bajo licencia alemana; hoy en día prestan servicios de turismo.

Los ferrobuses son automotores ultraligeros de características ferroviarias, de una sola unidad o hasta tres acopladas, formando una recua, y autopropulsados por motores térmicos diseñados específicamente para el uso en vías férreas de poco tráfico y, como el nombre sugiere, comparten muchos aspectos de su construcción con un autobús.